# Látogató partnerkapcsolat
A látogató partnerkapcsolat vagy lat-kapcsolat (angol nyelven: Living Apart Together, rövidítve LAT) olyan intim, monogám párkapcsolatra vonatkozik, ahol az összetartozó felek külön háztartásban élnek („állandó partnere van, de nem él vele együtt”). Magyarországon 3-400 ezren tartanak fent ilyen párkapcsolatot (kb. 6 százalék). Leggyakoribb az egyetemista korúaknál (18-24 éves korosztály), melynek hátterében gyakran átmeneti élethelyzetek (friss kapcsolat) vagy külső akadályok (saját jövedelem, lakás hiánya) áll. Szintén gyakori a gyermeküket egyedül nevelő szülőknél, hogy meg akarják óvni az új partner odaköltözésétől a gyermek(ek)et, de a kialakult egzisztenciával rendelkező személyeknél sem ritka, hogy meg kívánják őrizni viszonylagos önállóságukat.
A Nagy-Britanniában élő felnőttek mintegy 10%-a él lat-kapcsolatban, ami a házasságban vagy anélkül együtt élőkön kívüli felnőtt lakosság több mint negyedét adja. Hasonló értékeket jegyeztek föl más észak-európai országokban, köztük Belgiumban, Franciaországban, Németországban, Hollandiában, Norvégiában és Svédországban is. A kutatások hasonló vagy még magasabb értékeket sugallnak Dél-Európában, bár errefelé a ‘látogató partnerek’ gyakran a szülői házban maradnak. Ausztráliában, Kanadában és az Egyesült Államokban reprezentatív felmérések 6–9 százalékra teszik a felnőtt lakosság azon részét, akinek van partnere, de nem él vele együtt. A látogató partnerkapcsolat a társadalomban egyre elfogadottabb, és az elkötelezettség és hűség azonos szintjét várják el tőle, mint a házasság vagy az élettársi kapcsolat esetén.
Ázsián belül Pekingben az ‘átsétálós házasságok’ (‘walking marriages’) egyre gyakoribbak. A Pekingi Egyetem női tanulmányokkal foglalkozó központjának igazgatója, Guo Jianmei nyilatkozata szerint „az átsétálós házasságok a kínai társadalomban zajló mélyreható változásokat tükröznek vissza”. Az ‘átsétálós házasság’ kifejezés a Kínában élő mosuo (na) nép életmódjára utal, ahol az átmeneti férfipartnerek máshol élnek, és csak éjszakai látogatásokat tesznek az asszonyoknál. Szaúd-arábiai gyakorlat a Nikah Misyar, melyben férj és feleség külön élnek, de rendszeresen találkoznak.

## Etimológia
Az angol eredeti living apart together kifejezés LAT rövidítését 1978-ban alkotta Michel Berkiel holland újságíró. A kifejezés a holland nyelvben azóta köznyelviesült.
Az önálló kifejezés bevezetését az angol és a magyar nyelvben is ugyanaz indokolta: a korábban létező alternatív kifejezések nem fedték le teljesen a jelentéstartományt (kizárólagos; nem alkalmi jellegű, „egyéjszakás” kaland; a külvilág – rokonok, kérdezőbiztos – előtt nyíltan vállalt).
A nagyjából hasonló „járnak egymással” kifejezést elsősorban fiatalok esetén használják, válás, özvegyülés utáni párkapcsolatok esetén furcsán hangzik. A „barátja/barátnője van” kifejezés együttélésen alapuló élettársi kapcsolatok esetén (a pejoratív „élettársa van” helyett)  is használatos, a „szeretők” közé pedig a nem kizárólagos, rejtett második kapcsolatokat is besoroljuk. Az érintettek által használt „párom” kifejezést pedig szinte mindegyik partnerkapcsolati formában alkalmazni lehet.
A ’látogató kapcsolat’ magyar kifejezés minden valószínűség szerint az angol ’living apart together’ kifejezésből képzett „lat” rövidítés ötletes magyar „meghosszabbításából” származik, és kezdte el lassú térhódítását a tudományos publikációkban. A living apart together kifejezés magyarosításával Csernákné már 1992-ben megpróbálkozott, amikor az „együttjárásos vagy látogatáson alapuló élettársi kapcsolatok” fogalmát használta.